# Anton Breznik (1737–1793)
Anton Breznik, slovenski rimskokatoliški duhovnik in pisec gospodarskih pratik, * 14. junij 1737, Komenda, † 27. marec 1793, Žalec.

## Življenjepis
Breznik je kot duhovnik od okoli 1763 deloval v Žalcu. Leta 1789 je v Ljubljani pod naslovom Večna pratika od gospodarstva izšla njegova pratika, v kateri imajo poseben pomen navodila o delih na polju in hiši. Pratika je doživela več ponatisev v Ljubljani, Celju in Mariboru. Po mnenju F. Kidriča je Breznikova pratika prva prava pratika napisana v slovenskem jeziku namenjena in uporabna predvsem za kmete. Ker pa je bila razširjena po vsej deželi, je nudila nekaj najosnovnejšega ekonomskega znanja in ekonomske kulture našemu kmetu, obenem pa prispevala k razmišljanju o potrebi enotnega slovenskega knjižnega jezika.